# Richard McMillan

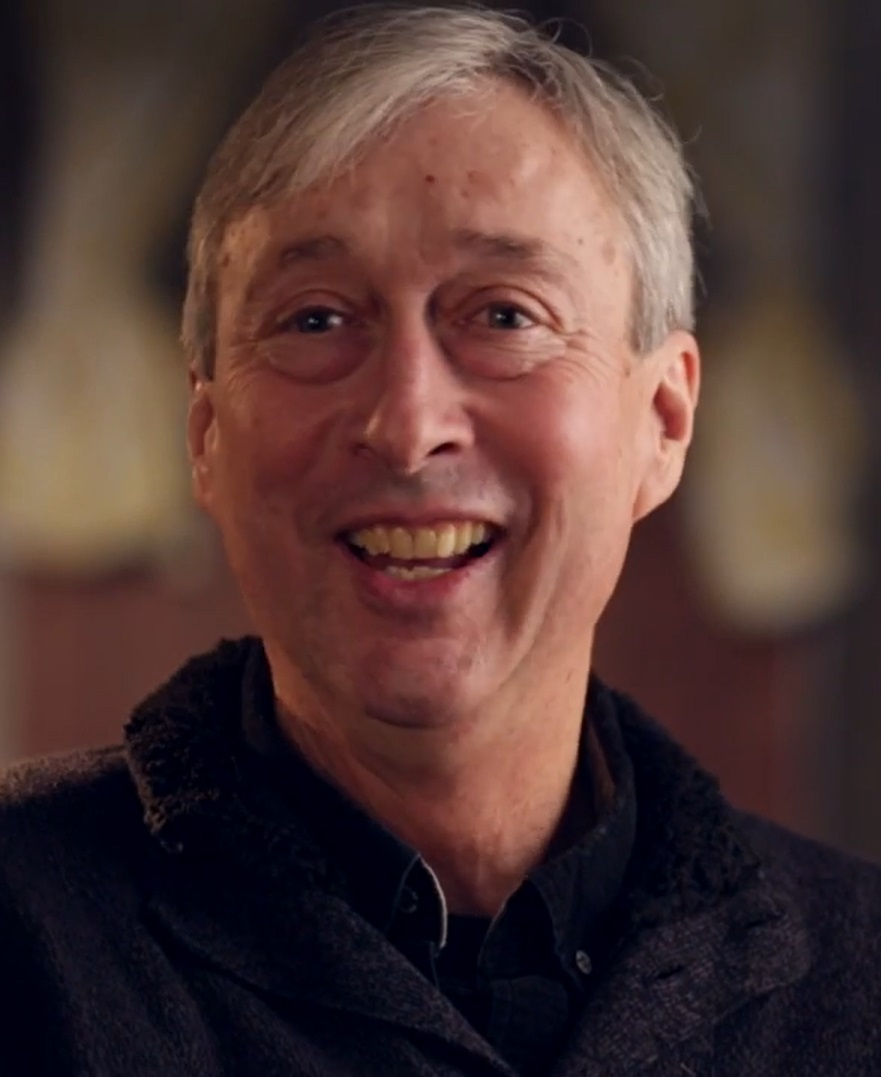
Richard McMillan im Jahr 2014

Richard McMillan (* 20. März 1951 in Beaverton, Ontario; † 19. Februar 2017 in Toronto) war ein kanadischer Film- und Theaterschauspieler.
Richard McMillan war ab 1980 als Filmschauspieler tätig. In über 70 Produktionen war er meist in ernsthaften Nebenrollen, wie Wissenschaftler, Politiker oder Polizist, zu sehen. Gleichzeitig spielte er im Theater und in Musicals, so im König der Löwen als Scar und in Der Herr der Ringe als Saruman oder in Gefährten als Arthur Narracott.
Er starb im Alter von 65 Jahren an Schilddrüsenkrebs.

## Filmografie (Auswahl)
- 1993: M. Butterfly
- 1996: PSI Factor – Es geschieht jeden Tag (PSI Factor – Chronicles of the Paranormal, Fernsehserie, 1 Folge)
- 1996–1997: Black Harbour (Fernsehserie, 6 Folgen)
- 1998: Bram Stoker: Dark World (Shadow Builder)
- 1998: Universal Soldier 3 – Blutiges Geschäft (Universal Soldier III: Unfinished Business)
- 1998: NY – Streets of Death (Naked City: A Killer Christmas)
- 2004: The Day After Tomorrow
- 2004: Cube Zero
- 2006: The Fountain
- 2011: Murdoch Mysteries (Fernsehserie, 1 Folge)